# ダミエ
ダミエ(d'Amier)はフランスのブランドメーカー「ルイ・ヴィトン」の鞄、財布等の商品ラインアップの一種である。
特徴としてはチェック柄に近く、同じヴィトンである「モノグラム」とはまったく異なるデザインである。なお、もともとはモノグラムの色調を踏襲した「うす茶色×焦茶色」のモデルだけであったが、2007年ごろより女性向けの白×青のモデル、2008年頃から男性向けの黒×グレーのバリエーションも登場した。最近では、日本では若者の支持が高い。なお、茶系のものが「エベヌ」、白系のものが「アズール」、黒系のものが「グラフィット」という名称がついており、「エベヌ」は単にダミエと呼ばれるのに対して、白系はアズール、黒系はグラフィットと呼ばれる。価格、形式などはモノグラムとは基本的に変わらない。

「エベヌ」のオリジナルデザインは「モノグラム」よりも歴史は古いが、簡単な紋様であったために模倣されることが多く、「モノグラム」が主流になってからは長い間販売ラインから落とされていた。
ダミエ柄はジャポニズム全盛期と同時期に発表されたことから日本の市松模様をヒントにしたものと紹介する媒体があるが、公式文書から出典しておらず確証のない記事が多い。ルイ・ヴィトン ジャパンのPR担当は「ダミエという言葉の意味が市松模様でして、日本の市松模様に由来するものではございません」と回答している。

## その他
商標権の侵害問題
2020年に、ルイ・ヴィトンは浅草にて仏壇や仏具を取り扱う滝田商店に対し、同店で扱っていた市松模様の数珠袋がダミエ柄の商標権を侵害しているという旨の警告文を送っていたことがわかった。
これに対し、数珠袋を製造していた神戸数珠店が特許庁に判定請求を行った結果、「日本古来の模様として広く一般に知られ、親しまれている市松模様にすぎない」として、商標侵害には当たらないとの判断が下されている。。